# Ocrisiona victoriae
Espèce
Ocrisiona victoriae est une espèce d'araignées aranéomorphes de la famille des Salticidae.

## Distribution
Cette espèce est endémique du Victoria en Australie.

## Description
La carapace de la femelle holotype mesure 4,95 mm de long sur 3,49 mm et l'abdomen 4,75 mm.

## Publication originale
- Zabka, 1990 : Salticidae (Araneae) of Oriental, Australian and Pacific regions, IV. Genus Ocrisiona Simon, 1901. Records of the Australian Museum, vol. 42, no 1, p. 27-43 (texte intégral).